# Tiburoniinae
Tiburoniinae is een onderfamilie van neteldieren uit de klasse van de Scyphozoa (schijfkwallen).

## Geslacht
- Tiburonia Matsumoto, Raskoff & Lindsay, 2003